# Meunasah Alue Drien Lb
Meunasah Alue Drien Lb is een bestuurslaag in het regentschap Aceh Utara van de provincie Atjeh, Indonesië. Meunasah Alue Drien Lb telt 673 inwoners (volkstelling 2010).